# Agrodiaetus evansi
Agrodiaetus evansi är en fjärilsart som beskrevs av Forster 1956. Agrodiaetus evansi ingår i släktet Agrodiaetus och familjen juvelvingar. Inga underarter finns listade i Catalogue of Life.